# Warnice (gmina)
Pour les articles homonymes, voir Warnice.
Warnice est une gmina rurale du powiat de Pyrzyce, Poméranie occidentale, dans le nord-ouest de la Pologne. Son siège est le village de Warnice, qui se situe environ 16 km au nord-est de Pyrzyce et 33 km au sud-est de la capitale régionale Szczecin.
La gmina couvre une superficie de 85,86 km2 pour une population de 3 521 habitants (2016) .

## Géographie
La gmina inclut les villages de Barnim, Cieszysław, Dębica, Grędziec, Janowo, Kłęby, Nowy Przylep, Obryta, Reńsko, Stary Przylep, Warnice, Wierzbno, Wójcin et Zaborsko.
La gmina borde la ville de Stargard Szczeciński et les gminy de Dolice, Przelewice, Pyrzyce, Stare Czarnowo et Stargard Szczeciński.